# Yūzuki
El Yūzuki (夕月, lluna vespertina (?)) va ser l'últim destructor de la Classe Mutsuki. Va servir en l'Armada Imperial Japonesa durant la Segona Guerra Sinójaponesa i la Segona Guerra Mundial.

## Història
El primer d'agost de 1928 el Yūzuki va rebre el seu nom, perquè fins a aquest moment els membres de la seva classe tan sols havien estat numerats, sent identificat el Yūzuki amb el numeral 34. Entre 1941 i 1942 va experimentar modificacions per ser convertit en un transport ràpid, perdent dues peces de 120 mm, la meitat del seu armament principal. Així mateix va incorporar 10 canons antiaeris de 25 mm, es va incrementar el seu desplaçament a 1590 tones (1883 en proves), i va veure lleugerament reduïda la seva velocitat, fins als 34 nusos.
Durant l'inici de la Segona Guerra Mundial va formar part de les forces d'invasió de Guam, Kavieng, Gasmata, Lae i els arxipèlags de les Salomó (les del nord) i el Almirantazgo. Realitzant una mateixa missió similar durant la invasió de Tulagi, va anar lleugerament danyat per un atac aeri d'aparells provinents de l'USS Yorktown, morint deu membres de la seva tripulació, incloent-hi el seu capità, Tachibana Hirota. Es va convertir en vaixell almirall de la 23a Divisió de Destructors després de l'enfonsament del seu bessó Kikuzuki en el mateix atac.
El 21 de juliol de 1942 va participar en una nova força d'invasió, en Buna, Papua Nova Guinea. Va realitzar algunes missions d'escorta a aquesta posició fins al 21 d'agost. Al juny de 1944 va veure incrementat el seu armament antiaeri a 20 canons de 25 mm i altres 5 de 13,2 mm. No obstant això i malgrat aquest defensa, va resultar enfonsat en la posició (11° 20′ N, 124° 10′ E / 11.333°N,124.167°E 11° 20′ N, 124° 10′ E / 11.333°N,124.167°E) per un atac aeri a 100 quilòmetres al nord-est de Cebú, mentre escortava un transport de tropes. Només va haver-hi 20 morts en l'atac i posterior enfonsament, rescatant el destructor Kiri a 217 supervivents.